# シモーヌ・ド・ボーヴォワール
シモーヌ・ド・ボーヴォワール (Simone de Beauvoir、1908年1月9日 - 1986年4月14日) は、フランスの哲学者、作家、批評家、フェミニスト理論家・活動家である。20世紀西欧の女性解放思想の草分けとされる『第二の性』(1949)、ゴンクール賞を受賞した自伝小説『レ・マンダラン』(1954) など多くの著書を残した。主要著書はほとんど邦訳されている。
1970年代に人工妊娠中絶の合法化を求める運動をはじめとする女性解放運動 (MLF)に加わり、『レ・タン・モデルヌ』、『フェミニズム問題』などを通して運動を牽引した。
在学中に出会ったジャン＝ポール・サルトルとは、実存主義の立場から自由意思に基づく個人の選択を最重要視し、婚姻も子どもを持つことも拒否。互いの性的自由を認めつつ終生の伴侶として生きた。
1954年にゴンクール賞、1975年にエルサレム賞、1978年にオーストリア国家賞を受賞。
2008年、女性の自由のためのシモーヌ・ド・ボーヴォワール賞(略称：シモーヌ・ド・ボーヴォワール賞）が設立され、アヤーン・ヒルシ・アリ、マララ・ユスフザイ、ミシェル・ペローらが受賞している。

## 経歴・時代背景
ボーヴォワールにあっては、その生き方（サルトルおよび他の女性・男性との関係）、哲学（人間存在の探究）、思想的立場（実存主義、フェミニズム）、政治的立場（社会主義）、政治・社会活動（アンガージュマン）、執筆活動が分かちがたく結びついている。以下では、これらについて、主にボーヴォワールの自伝小説『娘時代』、『女ざかり』、『レ・マンダラン』、『別れの儀式』およびマリー・ジョ・ボネらの伝記に基づいて記述する。

### 生い立ち
1908年1月9日、パリ6区モンパルナス大通り103番地で、ジョルジュ・ベルトラン・ド・ボーヴォワールとフランソワーズ・ブラスールの間にシモーヌ・リュシ・エルネスティーヌ・マリ・ベルトラン・ド・ボーヴォワールとして生まれた。父ジョルジュはパリ控訴院弁護士、母フランソワーズはヴェルダン（ロレーヌ地方）の裕福な銀行家ギュスターヴ・ブラスールの娘であったが、翌1909年、ギュスターヴ・ブラスールが破産し、13か月間投獄された後に釈放され、妻と共にパリに引っ越した。
1910年6月6日、妹アンリエット・エレーヌ・ド・ボーヴォワール誕生。ボーヴォワール一家はリムーザン（フランス中南部）にある地所でヴァカンスを過ごすことが多かったため、シモーヌはリムーザンの自然を生涯、愛し続けた。
1913年（5歳）、パリ6区ジャコブ通りのカトリック系の私塾アドリーヌ・デジール学院に入学した。1880年代のジュール・フェリーの教育改革により公教育の非宗教性・無償性が保障されたため、学費を払ってカトリック系の私立学校に子どもを通わせたのは、ほとんどがブルジョワ階級の家庭であった。
1914年8月3日、ドイツがフランスに宣戦布告（第一次世界大戦）。
1917年、もともと貴族趣味で特に演劇に熱を入れていた父ジョルジュは弁護士を辞め、新事業に手を出していたが失敗し、経済状態は悪化する一方だった。
1918年（10歳）、終戦。アドリーヌ・デジール学院で少女ザザ（本名エリザベット・ラコワン）に出会い、互いに惹かれ、親交を深める。
1919年（11歳）、父ジョルジュの経済状態がさらに悪化したため、レンヌ通り71番地の狭いアパートに引っ越した。シモーヌは父に「お前には持参金がないのだから、結婚はしないで、仕事に就かなければならない。お前には男の頭脳があるのだから」と繰り返し言われ、見捨てられたと感じるようになった（『娘時代』）。
1922年（14歳）、シモーヌは週に3回聖体拝領を受け、月に3回告解をするほど敬虔なカトリック教徒だったが、告解の際の神父の世俗的な発言に憤りを感じ、信仰を失うきっかけとなった（『娘時代』）。
1925年（17歳）、バカロレア取得。ヌイイ＝シュル＝セーヌのサント＝マリー学院、次いでパリ・カトリック学院に入学。母方の祖父ギュスターヴ・ブラスール死去。
1928年（20歳）、妹エレーヌ・ド・ボーヴォワールが後の夫リオネル・ド・ルーレと出会う。シモーヌはソルボンヌ大学に入学。サルトル、後の作家・哲学者ポール・ニザン、後に哲学教師・UNESCO事務局長として知られることになるルネ・マウーと出会い、ルネ・マウーには「カストール（＝ビーバー; 海狸）」というあだ名を付けられ、以後、サルトルからも「カストール」と呼ばれる。親友ザザはモーリス・メルロー＝ポンティと親しくなるが、両親に結婚を反対され、ウイルス性脳炎で翌1929年に死去する間際にも苦しんでいた。ボーヴォワールは心に深い傷を残したこの事件を題材にした小説『離れがたき二人』（Les Inséparables）を1954年に書いたが、サルトルから出版に値しないと判断されたこともあって公表されず、66年後の2020年に刊行された（2021年早川書房刊の日本語訳「訳者あとがき」）。さらに自伝小説（回想録）『娘時代』を書く契機になり、同著でザザの両親のブルジョワ・カトリシズムを非難している。

### 必然的な愛 ― 終生の伴侶サルトル

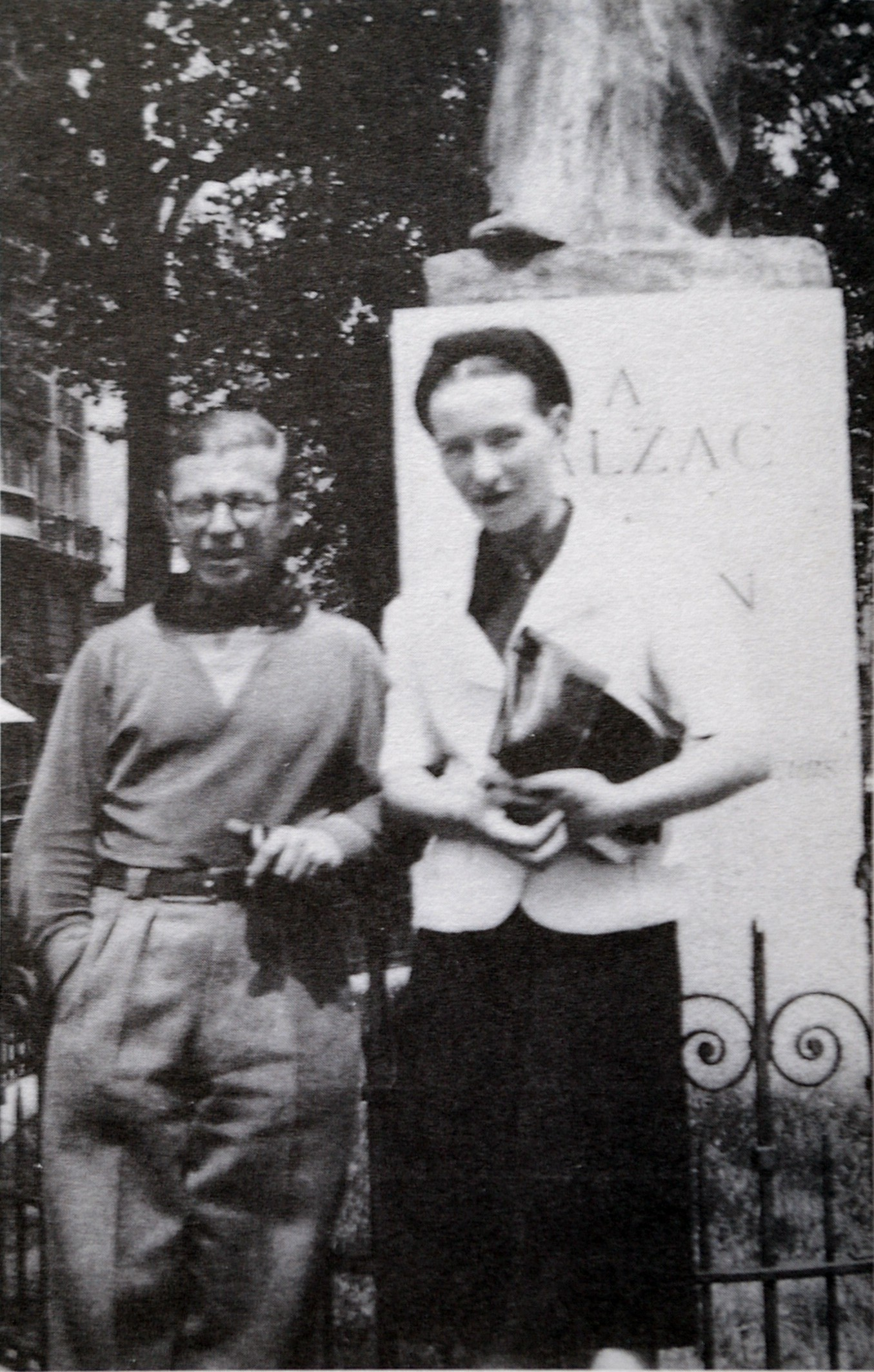
パリ6区ラスパイユ大通り136番地にあるバルザック記念像前のボーヴォワールとサルトル (1920年代)

1929年（21歳）、哲学のアグレガシオン（一級教員資格）試験に合格。前年に落第したサルトルが主席、ボーヴォワールが次席であった。21歳での合格は史上最年少であり、また女性全体としてもアグレガシオンが女性を受け入れ始めてから9人目の合格者だった。志願者76人のうち、合格した女性は4人、男性は9人で、ニザンは5位、マウーは落第した。ダンフェール＝ロシュロー通り91番地に越す。サルトルから婚姻も子どもを持つこともなく、嘘をつくことも隠し立てをすることもなく、互いの性的自由を認めつつ終生の伴侶となることを提案される。これ以前に、サルトルは、高等師範学校の同級生の従妹でリヨンに住む女性との結婚を望み、彼女の両親に正式に申し込んだが、アグレガシオンに落第したことを理由に反対されていた。制度としての婚姻や母性を拒否し、自立と自由を求めていたボーヴォワールは最終的にこの申し出を受け入れた。二人のこの反体制順応的な関係は、しばしばサルトルの「私たちのあいだの愛は必然的なもの。でも偶然の愛を知ってもいい」という言葉により表され、新たな男女関係のあり方として若い世代を魅了した。なお、二人の関係はサルトルがボーヴォワールを「身分違いの妻 (épouse morganatique)」と呼んだことから「貴賤結婚 (mariage morganatique)」と称される。語義上は「貴賤結婚」だが、これはかつて王家出身の男性が自分より身分の低い女性と結婚する場合、王家の特権、夫の遺産相続、子の嫡出性等に関する法令が適用されない旨の契約を交わす必要があったからであり、この意味で、「契約結婚」という訳語が当てられることがあるが、あくまでも従来の法制度に従わない、双方の合意のみに基づく結婚という意味である。当初は2年間の「更新可能な」婚姻関係であったが、サルトルが亡くなる1980年まで、二人はそれぞれに「偶然の愛」の経験しながらも、「必然的な愛」を貫くことになった。
7区のヴィクトル・デュリュイ高等学校でラテン語の代理教員を務める。
1930年、サルトル、兵役に就く。
1931年、ボーヴォワールはマルセイユのモングラン高等学校の教員になり、サルトルはル・アーヴルで教職に就く。

### 偶然の愛 ― オルガ、ボスト、ビアンカ、ナタリー…
1932年、ルーアンのジャンヌダルク高等学校の教員になり、同僚のコレット・オドゥリ（後にメディシス賞を受賞した作家・戯曲家）、教え子のオルガ・コザキエヴィッツ（1915年、キーウ生まれ）に出会う。
1933年、国民社会主義ドイツ労働者党指導者のヒトラーが首相に任命される。
1934年2月にベルリンに滞在し、7月から8月にかけてサルトルと共にドイツ、オーストリア、チェコスロバキアでヴァカンスを過ごす。マリア・ヴェローヌ、ルイーズ・ワイスらが女性参政権運動を起こす。
1935年、ボーヴォワールが自宅に住まわせて面倒を見ていたオルガにサルトルが好意を寄せる。1937年まで続いたこの三角関係は、ボーヴォワールが自由な関係や嫉妬という感情について考察を深め、処女作『招かれた女』(1943) を書く契機となった。
1936年、ゲテ通りのロワイヤル・ブルターニュ旅館に滞在。サルトルはラン（フランス北部）で教職に就く。反ファシズムを掲げるフランス人民戦線が圧勝し、社会主義政権が誕生。作家ジャック＝ローラン・ボストに出会う。10月、パリのモリエール高等学校に着任。『招かれた女』の執筆開始（当初は『正当防衛』と題する）。
1937年、モリエール高等学校でポーランド系フランス人のビアンカ・ビアナンフェルド（後の作家・哲学者ビアンカ・ランブランで『ボーヴォワールとサルトルに狂わされた娘時代』の著者）に出会う。サルトルはオルガの妹ワンダ・コザキエヴィッツに出会い、ワンダはサルトルと結婚するつもりであったが、後にサルトルから別れの手紙を受け取った。
1938年、ジャック＝ローラン・ボストとの関係が深まる。サルトルが長編小説『嘔吐』を発表。ビアンカ・ビアナンフェルドと手紙のやり取りが始まり、6月には一緒にモルヴァンを旅行するなど、親交を深める。10月、ソ連からの亡命者で教え子のナタリー・ソロキーヌと出会う。

### 第二次世界大戦
1939年、サルトルとビアンカ・ビアナンフェルドとの関係が深まる。8月23日、独ソ不可侵条約締結。9月1日、ドイツ軍がポーランドに侵攻。9月3日、イギリスとフランスがドイツに宣戦布告。妹エレーヌが結核の療養のためにポーランドに滞在していたリオネル・ド・ルーレに会いに行き、終戦までポーランドに留まることになる。1940年5月のドイツ軍のフランス侵攻まで奇妙な戦争（まやかし戦争）。サルトルは召集を受け、ヴィサンブール（アルザス北部バ＝ラン県）の気象観測班に配属。ボストも召集され、後にクロワ・ド・ゲール勲章を受ける。ロゼール県のリウクロに「危険な外国人」（スペイン人共和主義者、反ファシスト、ユダヤ人等）の「結集センター」が開設されたのを皮切りに、難民や「危険分子」などを収容する「宿泊センター」、「結集センター」、「強制収容所」と呼ばれる各種の収容所が全国に設置される。10月、カミーユ＝セ高等学校の文学教員に任命され、11月にサルトルに会いに行く。
1940年2月に休暇でパリに戻ったサルトルは、1か月後にビアンカに別れの手紙を書く。さらに、4月に2度目の休暇で戻り、『想像力の問題』を発表。5月、ドイツ軍がフランスに侵攻。5月28日、ベルギー軍が降伏。アウシュヴィッツ収容所の建設が始まり、1942年にユダヤ人強制収容所として完成。6月10日、ムッソリーニのイタリアがイギリスとフランスに宣戦布告。6月11日、ボーヴォワールはパリを離れ、ラヴァル（フランス西部）に滞在。6月18日にロンドンに逃れたシャルル・ド・ゴール将軍が同日夕方、BBC放送を通じて抗戦継続を呼びかけた（この後間もなく自由フランス軍を結成）。6月21日、サルトルがパドゥー（ヴォージュ県）で捕虜になり、バカラ（ムルト＝エ＝モゼル県）の捕虜通過収容所第1号、次いでスタラグ XII Dに収容される。6月22日、コンピエーニュの森でフィリップ・ペタン元帥とヒトラーにより独仏休戦協定締結。フランスはドイツ軍の占領下に置かれた北部とペタン元帥がヴィシー政府を置く南部（自由地域）に分断された。6月24日、仏伊休戦協定締結。6月28日、ボーヴォワールは占領下のパリに戻る。7月1日、フランス政府は臨時首都のボルドーからヴィシーに移転。7月10日、ペタン元帥が国民議会において独裁権を与えられ、第三共和政は終焉を迎えた。7月12日、ピエール・ラヴァルが副首相に就任。10月3日、ユダヤ人規定に関する法律が施行され、ユダヤ人の財産没収、特定の職業からの排除等の一連の差別的な措置が講じられた。ボーヴォワールはヴィクトル・デュリュイ高等学校とカミーユ＝セ高等学校で授業を再開。10月18日にビアンカと決別。10月24日、ペタン元帥がヒトラーとモントワール（ロワール＝エ＝シェール県）で会談。ヒトラーが要求する対英宣戦には応じなかったが、会談後の演説でさらなる対独協力を呼びかけた。11月11日、1918年11月11日に締結された（第一次世界大戦における）ドイツと連合国の休戦協定を記念してシャンゼリゼ大通りから凱旋門にかけて高校生、大学生、教員らが大規模なデモを行い、ドイツ軍に逮捕された（1940年11月11日のデモ）。ボーヴォワールも教員であったがデモには参加せず、ヴィシー政府がルーシ大学区総長を懲戒免職にしたが、これについても一切触れていない。当時、ボーヴォワールにとって最も重要な問題は哲学（形而上学）であったため、アンガージュマンの知識人として政治・社会問題に積極的に関与したのは戦後のことである。なお、この事件の犠牲者に捧げる追悼記念碑が凱旋門（シャルル・ド・ゴール広場）の石畳に設置され、2010年11月11日、ニコラ・サルコジ大統領により落成式が行われた。
1941年1月、ビアンカがベルナール・ランブランと結婚。3月、サルトルが病気のため捕虜収容所からパリに戻り、4月末から哲学教員としてパリのコンドルセ高等学校に着任。6月に復員手続のためにボーヴォワールと共に自由地域へ向かう。7月8日、父ジョルジュ・ベルトラン・ド・ボーヴォワール死去。サルトルがボーヴォワールの『招かれた女』の原稿をガリマール出版社に持ち込む。11月27日、パリ大学区総長がカミーユ＝セ高等学校長宛に、ボーヴォワールの教え子ナタリー・ソロキーヌの母から訴えがあった旨の手紙を送る。12月18日、ソロキーヌ夫人が「未成年者をそそのかして不品行を行わせた」としてボーヴォワールを告訴した。

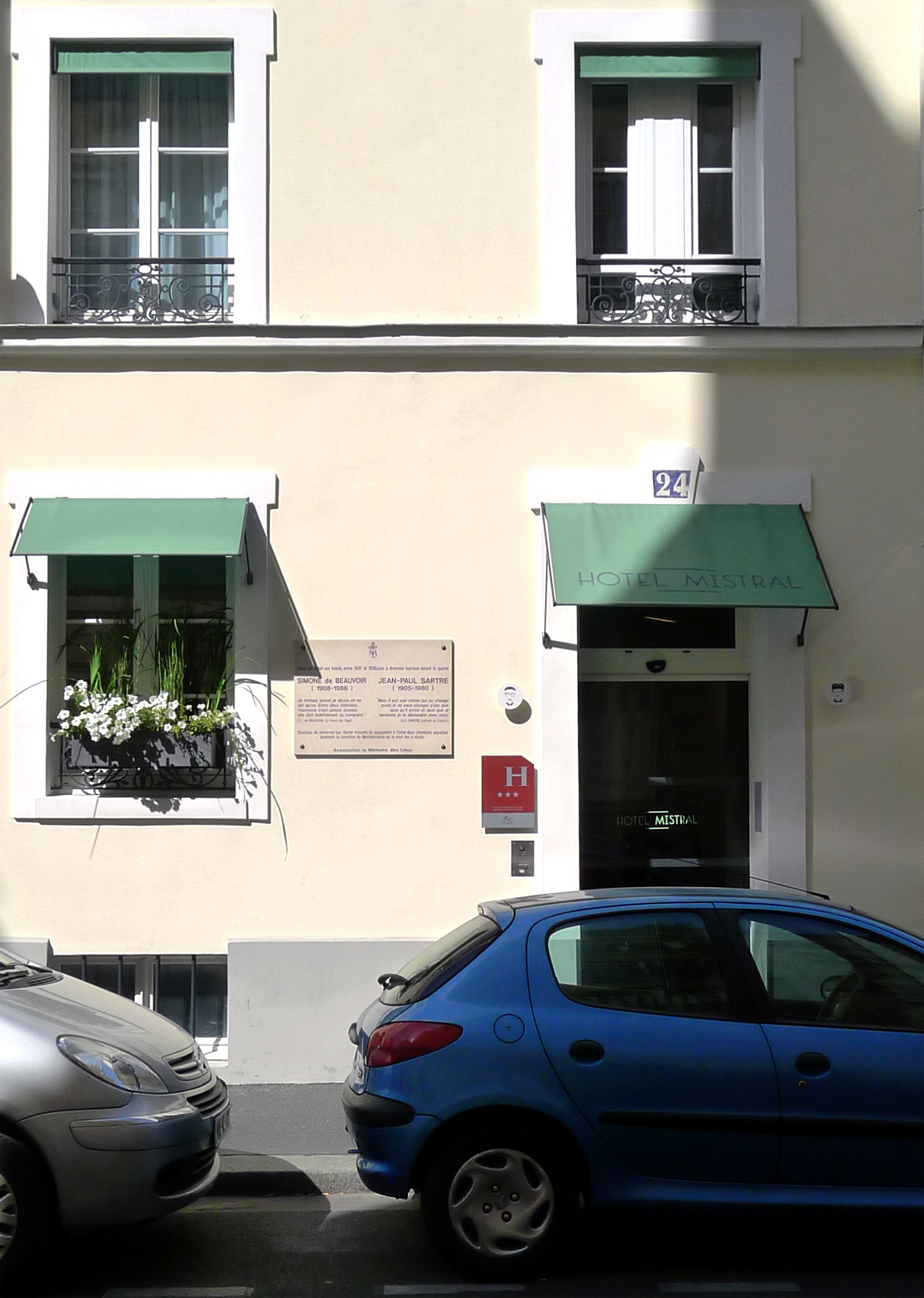
戦時中、ボーヴォワールが度々部屋を借りたパリ14区セル通り24番地 (プレートに名前が書かれている)

1942年3月、ボーヴォワールに対する告訴について司法調査が行われ、ドュボワ大学区視学官が報告書を提出。4月にギデル大学区総長が、パリ大学区からのボーヴォワールとサルトルの除名を要求。7月6日、フランスからアウシュヴィッツ強制収容所へのユダヤ人の移送が始まる（第1回、1,155人）。7月16日から17日にかけてパリの「外国系」ユダヤ人13,000人が検挙される（ヴェロドローム・ディヴェール大量検挙事件）。スターリングラード攻防戦開始。ボーヴォワールはパリ6区ドーフィーヌ通り60番地のオービュソン旅館に引っ越し、1943年7月までナタリー・ソロキーヌ、ジャン＝ピエール・ブールラと共に滞在。ブールラはユダヤ人であったため、後に父と共に収容所に送られた。11月、ヴィシー政権が統治する北アフリカに連合国軍が侵攻。これに対して、ナチス・ドイツ軍がフランス南部の自由地域を占領。12月22日、妹エレーヌがポルトガルの首都リスボンでリオネル・ド・ルーレと結婚。
1943年2月2日、スターリングラード攻防戦で枢軸軍が降伏。演出家シャルル・デュランがサルトルの『蠅』を上演。6月に『存在と無』が出版される。4月から5月にかけてワルシャワ・ゲットーのユダヤ人レジスタンスがナチス・ドイツに対して武装蜂起（ワルシャワ・ゲットー蜂起）。フランスからラーフェンスブリュック強制収容所へのユダヤ人女性の移送が始まる。6月、自由フランス軍が北アフリカの植民地軍と合流しアルジェリアでフランス国民解放委員会 (CFLN) を結成。6月17日、文部省がボーヴォワールの懲戒免職を決定。8月、『招かれた女』を出版（オルガ・コザキエヴィッツへの献辞）。国立ラジオ放送でピエール・ボストと共に仕事を始める。9月にセーヌ通り60番地の旅館に引っ越す（1948年5月まで滞在）。レジスタンス運動家・フェミニスト活動家で人類学者のジェルメーヌ・ティヨンが母、祖母と共に逮捕され、ラーフェンスブリュック強制収容所へ送られる。サルトルが戯曲『出口なし』を執筆。アルベール・カミュがいったん上演を引き受けたものの拒否。女優の一人として出演したオルガが逮捕される。レジスタンス運動の一環として創刊された『レットル・フランセーズ』誌にサルトルが対独協力作家を糾弾する記事を掲載。レジスタンス運動家リュシー・オブラックが自由フランス政府の臨時諮問会議の議員に任命される（1944年11月まで）。
1944年6月にフランス国民解放委員会 (CFLN) の後身としてフランス共和国臨時政府がアルジェで成立。これに先立って4月21日に施行された政令の第17条により女性参政権が認められた。6月6日、ノルマンディー上陸作戦開始。8月25日、パリ解放。6月10日、サルトルの『出口なし』の上演。秋に『ピリュウスとシネアス』が出版される。
1945年1月27日、アウシュヴィッツ強制収容所解放。4月にブーヘンヴァルト強制収容所、ベルゲン・ベルゼン強制収容所、ダッハウ強制収容所、ラーフェンスブリュック強制収容所解放。4月29日から5月13日にかけて実施された地方選挙で女性が初めて選挙権を行使する。5月5日、マウトハウゼン強制収容所解放。5月8日、ドイツ・ナチス党が降伏文書に署名。5月13日、フランス市会議員選挙。7月30日、省令によりヴィシー政権による決定を破棄。ボーヴォワールの懲戒免職が取り消され、文部省による教員資格を回復。フェヌロン高等学校に着任。9月12日、ナタリー・ソロキーヌが結婚。『他人の血』（ナタリー・ソロキーヌへの献辞）および戯曲『ごくつぶし』を出版。ブッフ・デュ・ノール劇場で『ごくつぶし』の上演。

### レ・タン・モデルヌ
1945年10月15日、サルトル、メルロ＝ポンティ、詩人、民族学者のミシェル・レリス、社会学者、哲学者、政治学者のレイモン・アロン、評論家、小説家のジャン・ポーラン、歴史学者、作家、政治家のアルベール・オリヴィエらと共にアンガージュマンの思想を掲げた『レ・タン・モデルヌ』を創刊。作家ヴィオレット・ルデュックと出会う。彼女は後に『ボーヴォワールの女友達』(1948) を書き、没後40年の2013年にマルタン・プロヴォ監督、エマニュエル・ドゥヴォス主演の映画『ヴィオレット ― ある作家の肖像』を契機に再評価されることになった。憲法制定国民議会（1946年10月27日憲法）の議員を選出する選挙で、34人の女性議員が誕生した。サルトルが「実存主義はヒューマニズムであるか」と題する講演（翌1946年に出版; 邦訳『実存主義とは何か』）を行い、「実存は本質に先立つ」という概念を提起（実存主義宣言）。
1946年、サルトル、渡米。滞在中にドロレス・ヴァネッティに出会う。ナタリー・ソロキーヌ、渡米。ヴィオレット・ルデュックが処女作『窒息』を発表。11月、『人はすべて死す』を出版。1947年1月21日から5月17日まで渡米し、フランス政府文化機関の後援により「戦後作家の道徳的問題」と題する一連の講演を行う。カリフォルニアでナタリー・ソロキーヌに再会。2月にシカゴで『朝はもう来ない』 (1942)、『黄金の腕』(1949)、『荒野を歩め』(1956)、『シカゴ、シカゴ』(1951) などの作品で知られる作家ネルソン・オルグレンに出会う。二人の間に生まれた情熱的な愛は後の自伝小説『レ・マンダラン』(1954) で描かれており、没後1997年に発表された『ネルソン・オルグレンへの手紙 (Lettres à Nelson Algren)』では「真の完全な愛、全身全霊の愛」と表現されている（文通は1964年まで続いた）。オルグレンは結婚を望んだが、ボーヴォワールはサルトルを中心とする仲間たちとの活動を諦めることはできなかった。帰国後に執筆した『アメリカその日その日』(1948) は、この間にフランス人作家・左派知識人として体験した米国に関するルポルタージュである。
帰国後、サルトルとロンドン滞在および一人でコルシカ島滞在。さらにサルトルとデンマーク、スウェーデンに滞在。『第二の性』の執筆に取りかかる。9月に2週間、シカゴで過ごす。
1948年5月、『レ・タン・モデルヌ』に「女と神話」を発表。6月から7月にかけて米国に滞在。オルグレンと過ごす。7月14日にパリに戻り、『第二の性』の執筆に没頭する。ヴィオレット・ルデュックが『飢えた女 (L'affamée)』を発表 (邦訳『ボーヴォワールの女友達』)。10月29日、パリ5区ビュシュリー通り11番地に引っ越す。
元ソ連共産党員で米国に亡命したヴィクトル・クラフチェンコが1946年に出版した『私は自由を選んだ』でソ連の農業の集団化の実態や強制収容所の存在を暴露したことに対して、1947年11月13日付の『レットル・フランセーズ』誌上に「クラフチェンコはいかにでっち上げられたか」と題する記事が掲載された。同誌はこの記事でクラフチェンコを「詐欺」、「裏切り」、「酔狂」、「情報操作」といった言葉で非難したため、クラフチェンコは編集長のクロード・モルガンと編集委員の作家アンドレ・ヴュルムセルを名誉毀損で訴え、1949年1月24日にパリ軽罪裁判所で裁判が行われた。「世紀の裁判」と呼ばれたこのクラフチェンコ裁判で、ボーヴォワールはジル・マルタン＝ショーフィエ、ロジェ・ガロディ、フェルナン・グルニエ、ピエール・クールタード、エマニュエル・ダスティエら共産党を支持する政治家、知識人100人以上とともに証言台に立ったが、クラフチェンコの報告は多数の証言によって裏付けられ、『レットル・フランセーズ』誌側の敗訴に終わった。

### 第二の性
1949年5月から9月中頃までオルグレンがパリ、ビュシュリー通りに滞在。ボーヴォワールはこの間、『レ・タン・モデルヌ』に「性の入門」、「同性愛の女」、「母親」を発表（『第二の性』第2巻所収）。6月に『第二の性 ― 事実と神話』(第1巻) を出版（ジャック＝ローラン・ボストへの献辞）。『レ・マンダラン』の執筆を開始する。11月に『第二の性 ― 体験』(第2巻) を出版。これまで誰も語ることのなかった女性の性について語った書物、禁忌を破る書物として、スキャンダルを巻き起こす。フランソワ・モーリアックをはじめとするカトリック作家だけでなく、左派からも批判が殺到したが、一方で、左翼的カトリック思想家のジャン＝マリー・ドムナックは、「エロティクだ、猥褻だという口実でシモーヌ・ド・ボーヴォワールと彼女の試みを攻撃するキリスト教徒は完全に自己欺瞞に陥っていると思う」と反論している。『第二の性』は出版後1週間で売上22,000部に達し、日本語、英語、ドイツ語、イタリア語、スペイン語、カタルーニャ語など10か国語以上に翻訳された。
日本では生島遼一の訳により1953年に新潮社から出版（全5巻）。テレビ広告された本の第一号となった。
前世紀の女権思想と現代の女性解放思想とをつなぐ位置にある『第二の性』は、生物学、文学、精神分析、人類学、哲学、著者自身の個人的経験等を統合し、実存主義の立場から、本質的な「主体」としての男性に対する女性の「他者性」を論述している。ボーヴォワールは、女性の「他者」としてのアイデンティティや根源的疎外が、一方において女性の身体、とりわけその生殖能力から生じ、他方において出産・育児といった歴史的な分業から生じると考えた。「人は女に生まれるのではない、女になるのだ」という言葉は、こうした歴史的・社会的・文化的構築物としての「女」を表わすものである。本書は1950年代から60年代にかけて、主に中産階級の若い女性に強い影響を与え、自立を促すことになった。とりわけ米国では、『第二の性』に影響を受けたケイト・ミレットやベティ・フリーダンらの活動から、第二波フェミニズムが生まれることになった。一方、1970年代以降は、フレンチ・フェミニズムやポスト構造主義フェミニズムの立場から、本書を批判的に読み解く作業が行われている。

### アンガージュマン
1952年、作家・映画監督で後にナチス・ドイツによるユダヤ人大量虐殺に関する映画『SHOAH ショア』(1985) を制作することになるクロード・ランズマンと『レ・タン・モデルヌ』を通じて知り合い、パリ5区ビュシュリー通り11番地で共に暮らす（同棲は1959年まで。彼はボーヴォワールの没後1986年から2018年に死去するまで同誌の編集長を務めた）。同じビュシュリー通りに住んでいたベルギー生まれの芸術家エリザベット・ド・ポンティエールと親しく付き合う。サルトルは共産党員とのつながりを深める。

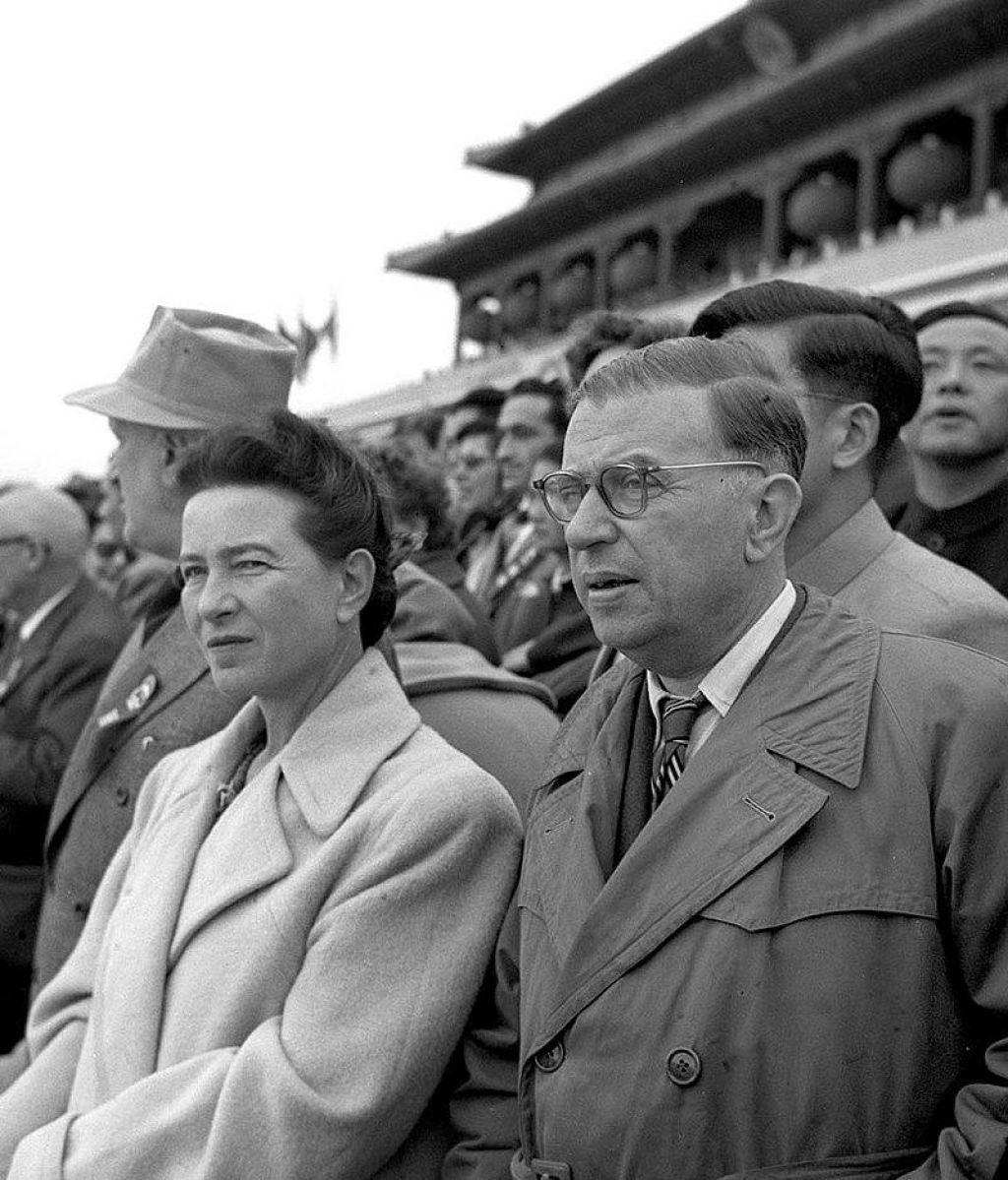
ボーヴォワールとサルトル (北京, 1955年)

1954年、アルジェリア戦争勃発。10月、『レ・マンダラン』（ネルソン・オルグレンへの献辞）を出版。ゴンクール賞を受賞。『レ・マンダラン』(「マンダラン」は昔の中国の高官、大立者の意味) では、アンヌ（＝ボーヴォワール）とアンリ（＝オルグレン）の関係に交錯する他の男女関係、「レ・タン・モデルヌ」を中心とするパリの知識人の活動、1949年のクラフチェンコ事件で明るみに出たソ連の強制収容所の問題とフランス左派知識人による批判など、個人的経験、文化活動、哲学・思想、政治・社会問題、国際問題を包括的に取り込んだ作品である。
ソ連に滞在。
1955年、ランズマンと共にモンパルナス墓地向かいのヴィクトール・シェルシェール通り11番地2号に引っ越す。サルトルと中国訪問。

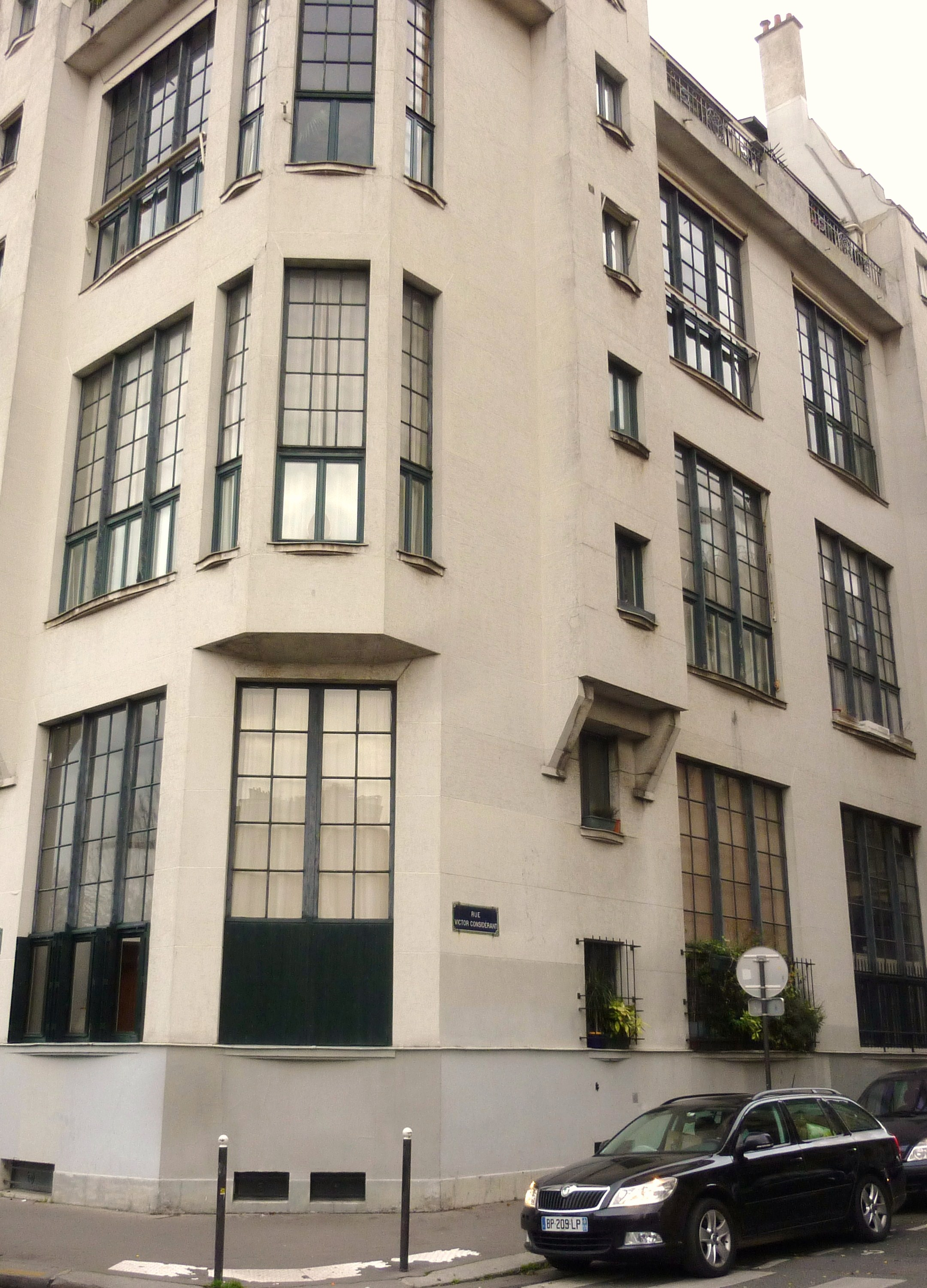
ボーヴォワールが住んでいたヴィクトール・シェルシェール通り11番地2号

1956年、ハンガリー動乱（ソ連の支配に対する全国規模の民衆蜂起。ソ連軍により鎮圧。数千人の市民が殺害され、約25万人が難民となり国外逃亡）。7月、ローマ教皇庁の聖省が『第二の性』と『レ・マンダラン』を禁書リストに載せる。10月、『娘時代』の執筆に取りかかる。11月、ハンガリーにおける「ソ連の介入に反対するマニフェスト」に署名する。産婦人科医マリー＝アンドレ・ラグルア・ウェイユ＝アレが母性保護のための団体「幸福な母性」を結成。ラグルア・ウェイユ＝アレは、1955年から、この前年に5人目の子供を妊娠中だった23歳の女性が、4人目の子供を育児放棄して死なせ、7年の禁固刑に処された事件を取り上げ、避妊を禁じた1920年法の見直しを訴えていた。「幸福な母性」は1960年にフランス家族計画運動と改名され、ヴェイユ法成立 (1975年、人工妊娠中絶の合法化) の原動力となった。
1958年、自伝小説『娘時代』出版。

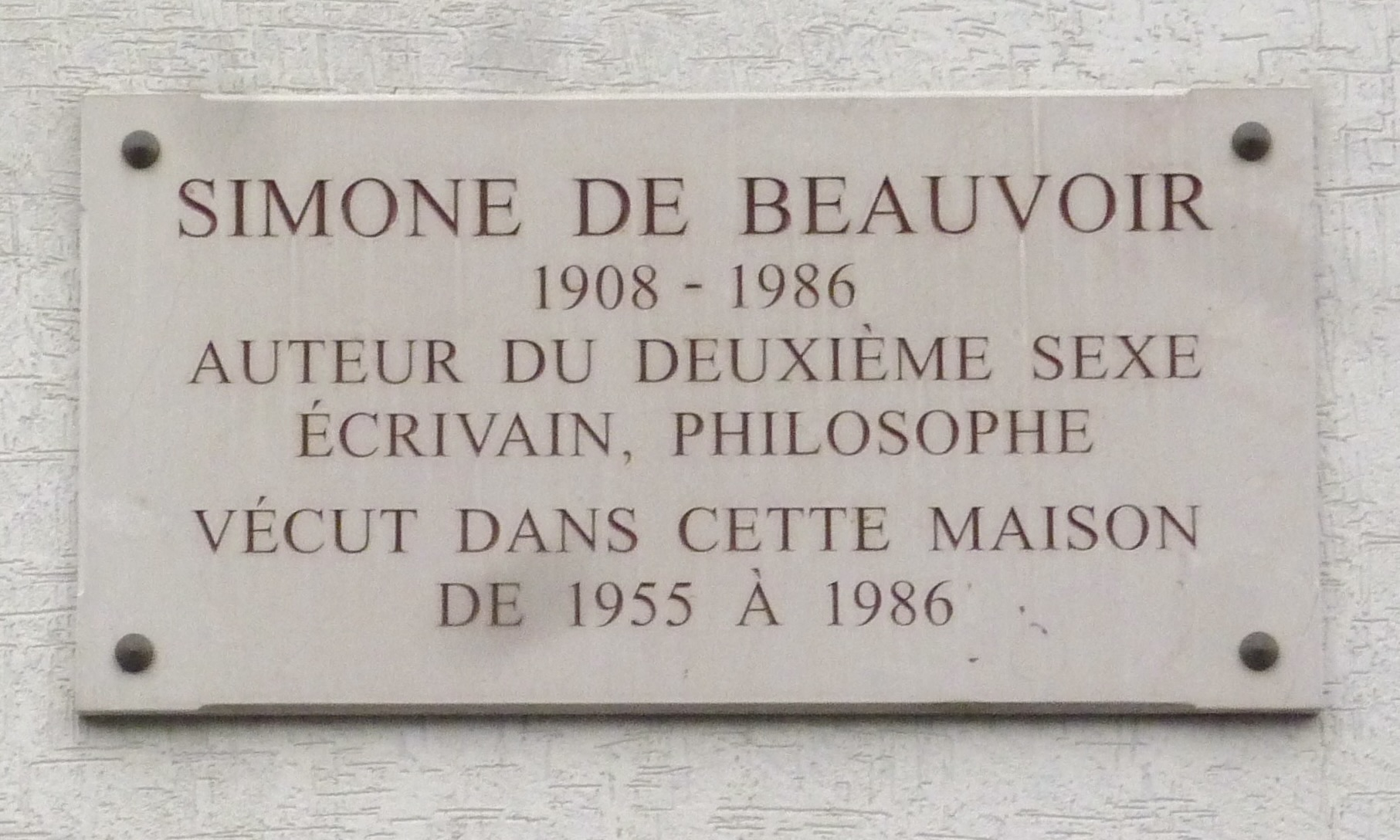
ヴィクトール・シェルシェール通り11番地2号のプレート：「『第二の性』の著者・作家・哲学者のシモーヌ・ド・ボーヴォワール (1908-1986) は1955年から1986年までこの建物に住んでいた」

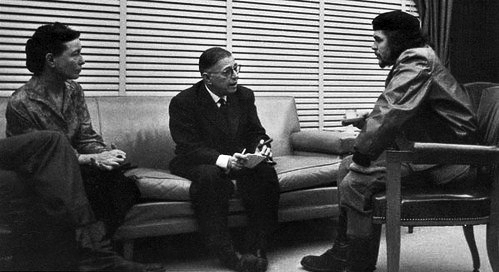
ボーヴォワール、サルトル、チェ・ゲバラ (キューバ, 1960年)

1960年1月4日、アルベール・カミュ、交通事故により急死。2月、キューバの作家・政治活動家カルロス・フランキの招きに応じ、サルトルと共にキューバを訪問し、政治家・革命家のチェ・ゲバラ、アントニオ・ヌニェス・ヒメネスらに会う。3月、ネルソン・オルグレン渡仏。二人でスペイン旅行。ラグルア・ウェイユ＝アレの著書『家族計画』、『愛するのがとても怖い』の序文を執筆。
前年9月、アルジェリア戦争下のアルジェで爆弾テロ未遂事件が発生。フランス警察はアルジェリア民族解放戦線 (FLN) のメンバーであったジャミラ・ブーパシャを容疑者として逮捕し、数日間にわたって拷問を加えた。これを知った弁護士ジゼル・アリミが抗議運動を開始。アリミの依頼に応じてボーヴォワールも参加し、『ル・モンド』紙に「ジャミラ・ブーパシャのために」と題する訴えを掲載。6月、サルトル、ラグルア・ウェイユ＝アレ、ジェルメーヌ・ティヨン、フランソワーズ・サガン、数学者ローラン・シュヴァルツらと共に「ジャミラ・ブーパシャのための委員会」を結成。1962年にはアリミらとの共著『ジャミラ・ブーパシャ』を出版した。
同1960年、「アルジェリア戦争における不服従の権利に関する宣言」と題する「121人のマニフェスト」に署名（9月6日に『ヴェリテ＝リベルテ』誌に掲載）。これはアルジェリア戦争を合法的な独立闘争であると認め、フランス軍が行っている拷問を非難し、フランス人の良心的兵役拒否者を政府が尊重することを政府と市民によびかける公開状である。
自伝小説『女ざかり』を出版。
1961年、後に養子となるシルヴィ・ル・ボンが哲学のアグレガシオン（一級教員資格）を取得。ボーヴォワールの著書に深い感銘を受けて手紙を書き、10月にボーヴォワールに会う。二人の親交は以後急速に深まった。
1962年1月、フランス極右民族主義者の武装地下組織「秘密軍事組織 (OAS)」がサルトルの住居（パリ5区ボナパルト通り42番地）にプラスティック爆薬を仕込んで爆破。この頃、パリで「秘密軍事組織」によるテロ事件が相次ぎ、2月8日にはこれに抗議するデモを狙った「地下鉄シャロンヌ駅事件」が発生し、8人の犠牲者を出した。アルジェリア戦争終結。
1963年12月4日、母フランソワーズ・ブラスール・ド・ボーヴォワールが癌に倒れ、入院後4週間で死去。
1964年、第二次世界大戦後にレジスタンス運動家により結成されたフランス平和運動の国民会議議員に任命される。サルトルがノーベル文学賞受賞を拒否。
母の死までの4週間の出来事について書き綴ると同時に、死の問題について追究する『おだやかな死』を発表。「自然死は存在しない。人間のみに起こるいかなることも自然ではない。その現存が初めて世界を問題にするのだから。人はすべて死すべきもの。しかし、一人一人の人間にとって、その死は事故である。たとえ、彼がそれを知り、それに同意を与えていても、それは不当な暴力である」（本書より）。
ヴィオレット・ルデュックが『私生児』を出版。作家・フェミニズム理論家のモニック・ウィティッグが『子供の領分』を出版。メディシス賞を受賞。
1965年1月、サルトルがアルレット・エルカイムを養女にする。ボーヴォワールが交通事故に遭い、肋骨を3本折る。
1966年6月、ベトナム戦争に反対していた英国の哲学者バートランド・ラッセルが「米国の良心に訴える」を発表し、これに賛同した人々を中心に11月、ロンドンで「国際法廷設立会議」が開かれ、ベトナムにおける米国の戦争犯罪を裁く民衆法廷「ラッセル法廷」が発足。ラッセルを名誉裁判長、サルトルを執行裁判長とし、判事は、ボーヴォワール、アイザック・ドイッチャー、ヴラディミル・デディイェル、ジゼル・アリミ、ギュンター・アンダース、ラサロ・カルデナス、ストークリー・カーマイケル、ローラン・シュヴァルツらであった。
1966年9月18日、サルトルと共に来日。1か月近くにわたり東京、京都、奈良、志摩、高野山、大阪、神戸、九州、広島を訪問。大学での講演、座談会、インタビューなどの記録は朝吹登水子著『サルトル、ボーヴォワールとの28日間 ― 日本』に詳しい。このときのボーヴォワールの講演は邦訳され『女性と知的創造 ― 滞日講演集』(1967) として人文書院から出版。
1967年、ナタリー・ソロキーヌ死去。
1968年、五月革命。中国の文化大革命はフランスにも大きな影響を与え、パリでは『毛沢東語録』が売り切れるほどのマオイズムの流行が起こっていたが、五月革命以後、マオイストの組織は解体され、これを受けて「プロレタリア左派」が結成された。ボーヴォワールはサルトルと共にプロレタリア左派の機関紙『人民の大義』に参加した。
1969年、モニック・ウィティッグが『女ゲリラたち』を出版。シュザンヌ・リラールが『第二の性』を厳しく批判する『第二の性の誤解』を出版し、攻撃を浴びる。リラールはサルトルについても同様の批判を行い、1967年に『サルトルと愛 ― その哲学・文学における情念論の考察』(サイマル出版会, 1972) を出版している。
1970年、『老い』を出版。『第二の性』で性の問題を生物学、文学、精神分析、人類学、哲学等の様々な観点から総合的に分析したように、第1部「外部からの視点」 ―「生物学からみた老い」、「未開社会における老い」、「歴史社会における老い」、「現代社会における老い」、第2部「世界＝内＝存在」 ―「老いの発見と受容―身体の経験」、「時間、活動、歴史」、「老いと日常生活」、「いくつかの老年の例」という章立てで老いについて詳細に検討し、老いに関する既成観念を打破する試みである。
プロレタリア左派の解体後、ミシェル・レリスと共に「『人民の大義』の友」を結成。サルトルを中心にフランス赤色救援会を結成。

### 女性解放運動
五月革命、ラグルア・ウェイユ＝アレを中心とする家族計画運動、米国のウーマンリブ運動の影響などから女性解放運動(MLF) が誕生。6月26日、公道で『人民の大義』を配布し、警察の尋問を受ける。『パルティザン』誌の特集号に女性解放運動による「女性解放 ― ゼロ年」の宣言が掲載される。8月25日、女性解放運動家らが凱旋門の無名戦士の墓に、「無名戦士の妻に捧げる」として花束を置く。女性解放運動の活動として、メディアで大きく取り上げられた最初の出来事である。
作家・批評家のジャン＝エデルン・アリエが創刊した左派の風刺新聞『リディオ・アンテルナシオナル』の発行責任者になる。
1971年1月26日、「『人民の大義』の友」の主催によりパリ5区の「メゾン・ド・ラ・ミュチュアリテ」で行われた政治集会で講演。4月、人工妊娠中絶の合法化を求め、自らの中絶経験を公にした「343人のマニフェスト」に署名。このマニフェストを起草したのもボーヴォワールである。「フランスでは年間100万人の女性が中絶手術を受けている。中絶手術は医療体制の下で行われる場合はさほど困難を伴わないが、実際には、非合法行為であるという理由から非常に危険な状況で行われている。この100万人の女性たちについては誰もが沈黙を守っている。私はここに宣言する、私もその一人であり、中絶手術を受けたと。そして、我々は要求する、避妊手段および中絶手術の自由化を」。
6月、ジゼル・アリミと共に中絶の合法化を求める団体「女性のために選択する」(通称「選択権」; 米国のプロチョイスに相当) を立ち上げる。11月20日、女性解放運動の最初の「避妊と中絶の自由化・無償化」のためのデモに参加。以後も女性解放運動家らと行動を共にしている。
1972年2月、学生として渡仏した後、フランス女性解放運動に参加し、後にドイツに帰国して中絶の合法化の運動を主導したドイツ人ジャーナリストのアリス・シュヴァルツァーとの最初の対談（後に『第二の性その後 ― ボーヴォワール対談集 1972-82』として出版）。5月28日、ヴィオレット・ルデュック死去。6月11日-12日、女性解放運動の主催により「メゾン・ド・ラ・ミュチュアリテ」で行われた女性に対する犯罪を糾弾する裁判に出席。自伝小説『決算のとき』を出版。
友人に強姦され妊娠した当時16歳の女子学生マリー＝クレールが非合法の中絶を受けたとして母親、医師らとともに起訴された事件（ボビニー裁判）で、この事件を担当した弁護士ジゼル・アリミが開催した「政治裁判」で証言する。この結果、1920年の中絶禁止法が適用されず、被告は無罪。人工妊娠中絶の合法化（ヴェイユ法）への道を切り開くことになった。なお、「政治裁判」とは、当該法の存在自体を問う裁判であり、これについて後に「選択権」により『人工妊娠中絶 ― 裁判にかけられた法律 (Avortement : une loi en procès)』が出版された。
1973年、サルトル、セルジュ・ジュリ、フィリップ・ガヴィ、ベルナール・ラルマン、ジャン＝クロード・ベルニエが左派の日刊紙『リベラシオン』を創刊。12月以降、女性解放運動家らが『レ・タン・モデルヌ』に「日常的性差別」と題する記事を連載。
1974年1月2日、女性権利同盟を結成。ボーヴォワールが代表を務める。『レ・タン・モデルヌ』の特集号に女性解放運動家らによる「闘い続ける女たち」を掲載。ボーヴォワールが序文を執筆。サルトルがこれまで引き受けていた左派の報道機関の代表をすべて辞任。11月、「20世紀のサルトル」という番組制作のために歴史学者らがグループを結成。12月3日、ボーヴォワールが女性権利同盟の機関誌『新しいフェミニスト』の発行責任者となる。11月29日、ヴェイユ法案、国民議会で可決。人工妊娠中絶の合法化。
1975年、テレビ番組の検閲が厳しくなったため、サルトルがテレビ局の仕事を断る。番組の録画はサルトルのアパートで行われた。
1977年、アンヌ・トリスタンとアニー・ド・ピザンの著書『女性解放運動史』の序文を執筆。ボーヴォワール、クリスティーヌ・デルフィ、クロード・エンヌカン、エマニュエル・ド・レセップス、モニック・ウィティッグ、コレット・ギヨマン、ニコル＝クロード・マチューが雑誌『フェミニズム問題』を創刊。
1978年、マルカ・リボヴスカとジョゼ・ダヤンがドキュメンタリー映画『シモーヌ・ド・ボーヴォワール』を制作（『ボーヴォワール ― 自身を語る』として1980年に邦訳）。11月6日、雑誌『フェミニズム問題』の発行責任者。

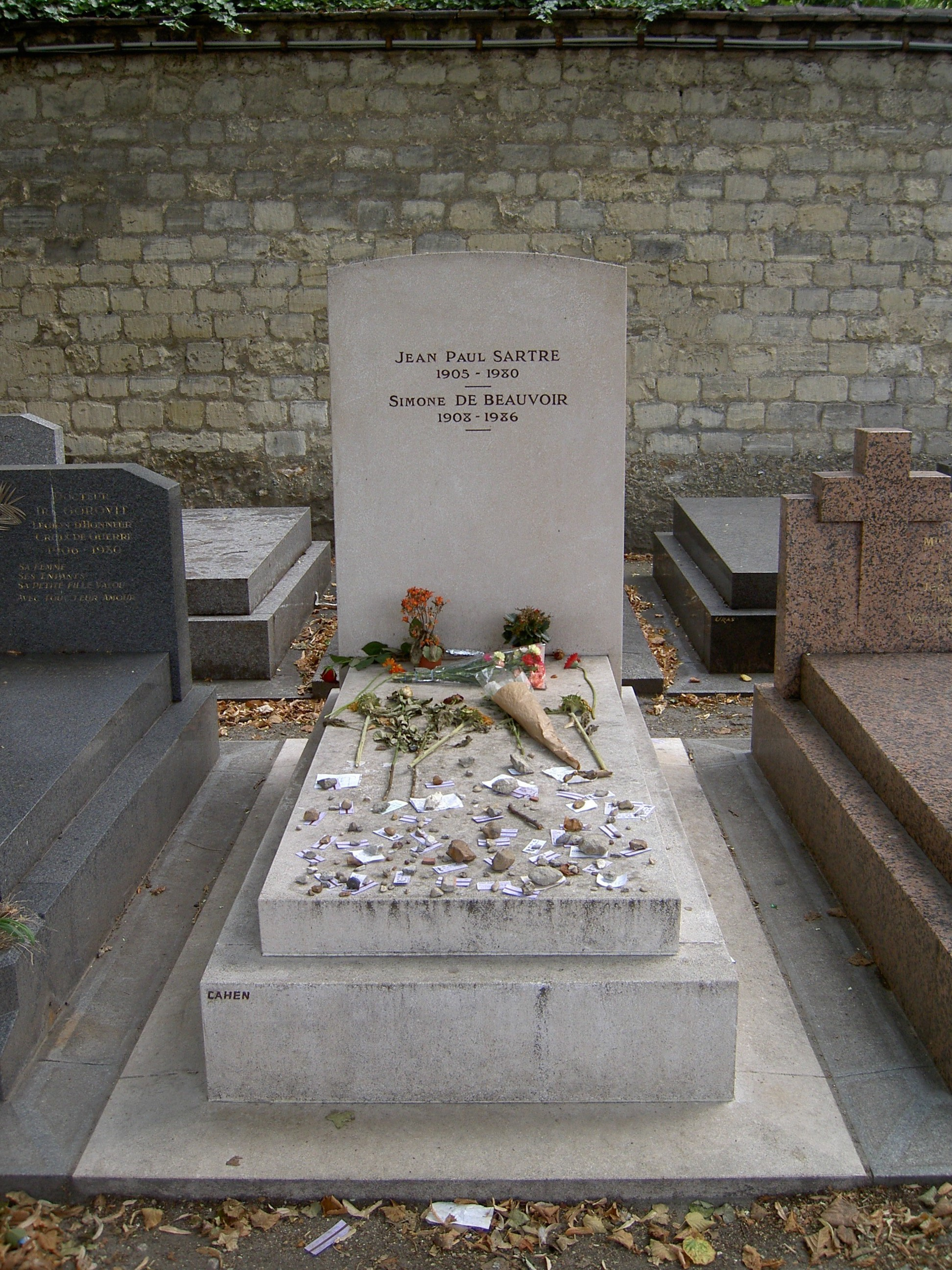
ボーヴォワールとサルトルの墓 (モンパルナス墓地)

1980年4月15日、サルトル死去。ボーヴォワール、入院。
1981年2月、フェミニスト闘争運動の代表。シルヴィ・ル・ボンを養女にする。5月9日、ネルソン・オルグレン死去。5月10日、社会党のフランソワ・ミッテラン、大統領に就任。イヴェット・ルーディが女性権利大臣に就任（1986年まで）。雑誌『フェミニズム問題』の創刊者の間で対立があり、廃刊。クリスティーヌ・デルフィと共に後続誌『新フェミニズム問題』を創刊。『別れの儀式』を出版。「彼 [サルトル] の死は私たちを引離す。私の死は私たちを再び結びつけはしないだろう。…こんなにも長い間共鳴し合えたこと、それだけですでにすばらしいことなのだ」（本書より）。
1986年4月14日、コシャン病院で死去、享年78歳。4月19日、サルトルと共にモンパルナス墓地に埋葬された。

## シモーヌ・ド・ボーヴォワール賞
2008年、生誕100年を記念して、女性の自由のためのシモーヌ・ド・ボーヴォワール賞（略称：シモーヌ・ド・ボーヴォワール賞）がジュリア・クリステヴァによって創設された。これまでに受賞した個人および団体は、イスラム教を冒涜する内容の小説を著したとしてイスラム過激派から死刑宣告を受け、亡命生活を送っているタスリマ・ナスリン(2008)、ソマリア・モガディシュ生まれのオランダの元下院議員でイスラム世界における女性の扱いの低さを訴え、抑圧からの解放を解くアヤーン・ヒルシ・アリ (2008)、イランの「女性に対する差別的な法令の撤廃を目指す百万人署名」(2009)、中山大学中国語・中国文学教授の艾暁明 (2010)、中国の非政府団体「女性法学・法的支援センター」の弁護士の郭建梅 (2010)、ロシアの小説家リュドミラ・ウリツカヤ (2011)、チュニジア民主女性協会 (2012)、パキスタンのフェミニスト・人権運動家マララ・ユスフザイ (2012)、フランスにおける女性史研究の先駆者ミシェル・ペロー (2014)、ワシントンD.C.の国立女性美術館 (2015)、ランペドゥーサ市長のジュジ・ニコリーニ（ランペドゥーサ島の難民支援に対して）(2016)、ポーランドの中絶権擁護団体「女性を救おう」代表のバーバラ・ノヴァツカ (2017)、トルコの作家アスル・エルドアン (2018) である。

## 著書

### 主要著書 (邦訳)
- 『実存主義と常識』大久保和郎、小野敏子訳 創元社 1952 (L'Existensialisme et la Sagesse des nations, 2008)
- 『ピリュウスとシネアス』青柳瑞穂訳 新潮社 1952 / 『人間について』青柳瑞穂訳 新潮文庫 1955 (Pyrrhus et Cinéas, 1944)
- 『招かれた女』川口篤、笹森猛正訳 創元社 1952 のち新潮文庫 (L'Invitée, 1943)
- 「他人の血」佐藤朔訳『現代世界文学全集 第20 サルトル・ボーヴォワール』新潮社 1953 のち文庫 (Le Sang des autres, 1945)
- 『第二の性』全5巻 生島遼一訳 新潮社 1953-1955 のち文庫 / 『第二の性 ― 決定版』井上たか子、木村信子、中嶋公子、加藤康子監訳 新潮社 1997 のち文庫 (Le Deuxième Sexe, 1949)、河出文庫で新版
- 『人はすべて死す』川口篤、田中敬一訳 創元社 1953 のち岩波文庫 (Tous les hommes sont mortels, 1946)
- 『サドは有罪か』室淳介訳 新潮社 1954 一時間文庫 / 白井健三郎訳 現代思潮社 1961 (Faut-il brûler Sade ?, 1972)
- 『アメリカその日その日』河上徹太郎訳 新潮社 1956 (L'Amérique au jour le jour, 1948)
- 『レ・マンダラン』朝吹三吉訳「現代世界文学全集 第45-46」新潮社 1956 (Les Mandarins, 1954)
- 『現代の反動思想』高橋徹、並木康彦訳 岩波現代叢書 1959 (La pensée de droite aujourd'hui, 1954, Privilèges (1955) 所収)
- 『長い歩み ― 中国の発見』内山敏、大岡信訳 紀伊国屋書店 1959 (La Longue Marche, 1957)
- 『娘時代 ― ある女の回想』朝吹登水子訳 紀伊国屋書店 1961 (Mémoires d'une jeune fille rangée, 1958)
- 『女ざかり ― ある女の回想』朝吹登水子、二宮フサ訳 紀伊国屋書店 1963 (La Force de l'âge, 1960)
- 『ジャミラよ 朝は近い ― アルジェリア少女拷問の記録』ジゼル・アリミ共著 手塚伸一訳 集英社 1963 (Djamila Boupacha, 1962)
- 『或る戦後』朝吹登水子、二宮フサ訳 紀伊国屋書店 1965 (La Force des choses, 1963)
- 『おだやかな死』杉捷夫訳 紀伊国屋書店 1965 (Une mort très douce, 1964)
- 『美しい映像』朝吹三吉、朝吹登水子訳 人文書院 1967 (Les Belles Images, 1966)
- 『女性と知的創造 ― 滞日講演集』朝吹登水子、朝吹三吉訳 人文書院 1967
- 『危機の女』朝吹登水子訳 人文書院 1969 (La Femme rompue, 1967)
- 『老い』朝吹三吉訳 人文書院 1972 (La Vieillesse, 1970)
- 『決算のとき』朝吹三吉、二宮フサ訳 紀伊国屋書店 1973-1974 (Tout compte fait, 1972)
- 『青春の挫折』朝吹三吉、朝吹登水子訳 人文書院 1981 (Quand prime le spiritual, 1979)
- 『別れの儀式』朝吹三吉、二宮フサ、海老坂武訳 人文書院 1984 (La Cérémonie des adieux, 1981)
- 『ボーヴォワール著作集』全8巻 人文書院 1966-1968 (第1巻『招かれた女』川口篤、笹森猛正訳 1967 / 第2巻『人生について』(「ピリュスとシネアス」、「両義性のモラル」、「実存主義と常識」所収) 青柳瑞穂、松浪信三郎、富永厚、大久保和郎訳 1967 / 第3巻『他人の血、ごくつぶし』佐藤朔訳 1967 (戯曲『ごくつぶし』: Les Bouches inutiles, 1945) / 第4巻『人はすべて死ぬ』川口篤、田中敬一訳 1967 / 第5巻『アメリカその日その日』二宮フサ訳 1967 / 第6-7巻『第二の性』生島遼一訳 1966 / 第8巻『レ・マンダラン』朝吹三吉訳 1967)
- 『ボーヴォワール戦中日記 Septembre 1939 - Janvier 1941』西陽子訳 人文書院 1993 (Journal de guerre, septembre 1939 - janvier 1941, 1990)
- 『モスクワの誤解』井上たか子訳　人文書院　2018（Malentendu à Moscou, L'Herne, 2013, coll. « Carnets ».; 1965年に執筆された小説)
- 『離れがたき二人』関口涼子訳　早川書房　2021 (Les Inséparables, 2020)

### 未訳
- Lettres à Sartre, tome I : 1930-1939, Gallimard, 1990. (サルトルへの手紙 第I巻 1930-1939)
- Lettres à Sartre, tome II : 1940-1963, Gallimard, 1990. (サルトルへの手紙 第II巻 1940-1963)
- Lettres à Nelson Algren, Gallimard, 1997 (ネルソン・オルグレンへの手紙; 養女シルヴィ・ル・ボンにより英語からフランス語に翻訳; 英語版 A Transatlantic Love Affair: Letters to Nelson Algren は1998年に出版)
- Correspondance croisée avec Jacques-Laurent Bost, 2004. (ジャック＝ローラン・ボストとの往復書簡)
- Cahiers de jeunesse 1926-1930, 2008. (『青春時代の手帳』; シルヴィ・ル・ボン編集の回想録)2008年の国際女性デーにパンテオンの正面に掲げられた偉大なフランス人女性たちの肖像 (中央にボーヴォワール、そしてシドニー＝ガブリエル・コレット、ソリチュード、ジョルジュ・サンド、マリア・ドレーム、オランプ・ド・グージュ、ルイーズ・ミシェル、マリ・キュリー、シャルロット・デルボ)

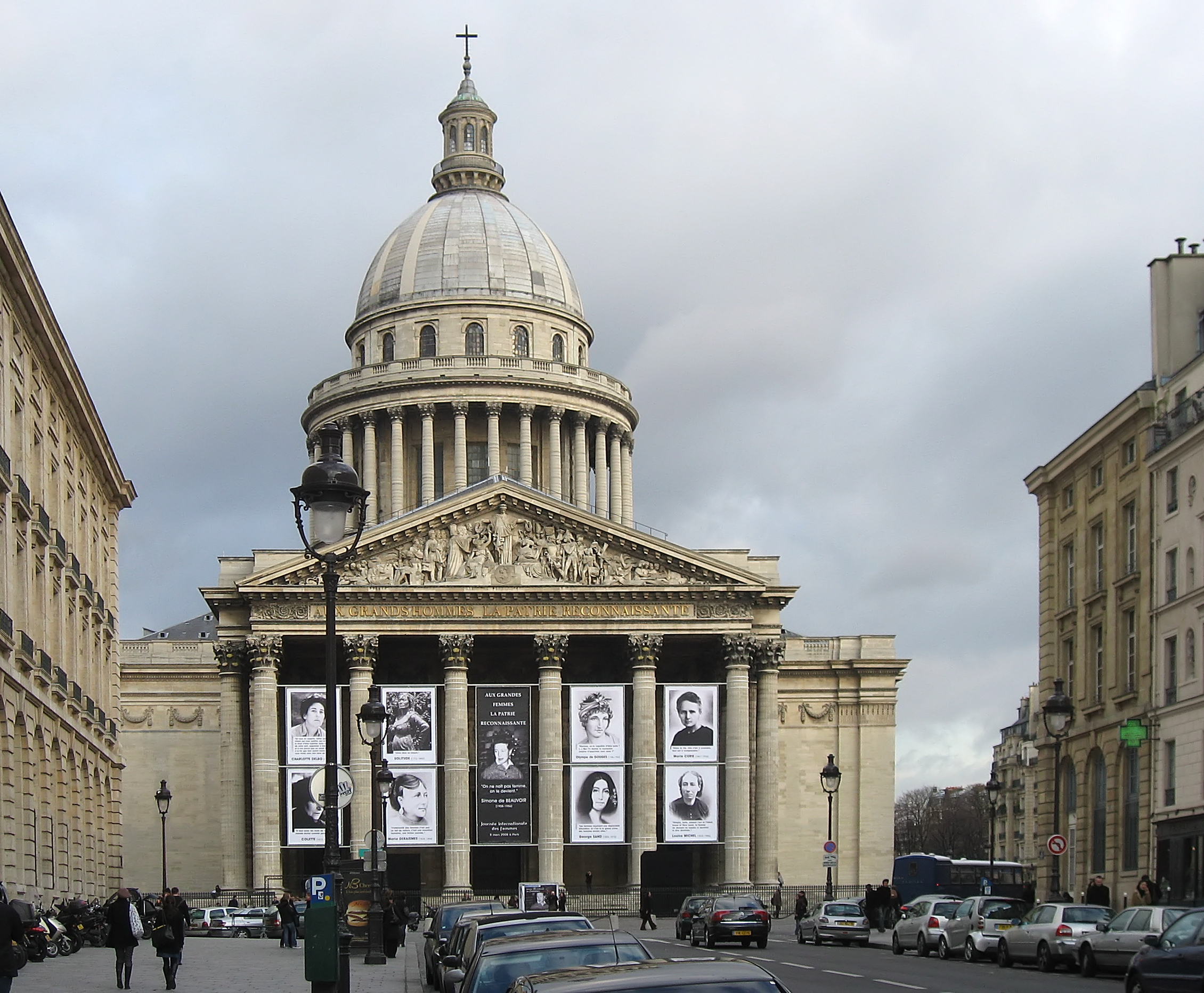
2008年の国際女性デーにパンテオンの正面に掲げられた偉大なフランス人女性たちの肖像 (中央にボーヴォワール、そしてシドニー＝ガブリエル・コレット、ソリチュード、ジョルジュ・サンド、マリア・ドレーム、オランプ・ド・グージュ、ルイーズ・ミシェル、マリ・キュリー、シャルロット・デルボ)

### 対談・映画・映画脚本等
- マルカ・リボヴスカ、ジョゼ・ダヤン著『ボーヴォワール ― 自身を語る』朝吹三吉、朝吹登水子訳 人文書院 1980 (Malka Ribowska, Josée Dayan, Simone de Beauvoir, 1978)
- アリス・シュヴァルツァー著『第二の性その後 ― ボーヴォワール対談集 1972-82』福井美津子訳 青山館 1985 のち平凡社ライブラリー (Alice Schwarzer, Simone de Beauvoir aujourd'hui, 1983)
- 『ボーヴォワールと語る 『第二の性』その後 TV film』塩谷真介訳 人文書院 1987
- 映画『サルトルとボーヴォワール 哲学と愛』2011 (Ilan Duran Cohen, Les amants du Flore, 2006)

## 関連文献 (伝記、研究書・論文)
- 朝吹登水子著『ボーヴォワールとサガン』読売新聞社 1967
- 村上益子、村上嘉隆著『ボーヴォワールの哲学』啓隆閣 1967
- フランシス・ジャンソン著『ボーヴォワールあるいは生きる試み』平岡篤頼、井上登訳 人文書院 1971
- 高良留美子著『高群逸枝とボーヴォワール』亜紀書房 1976
- アクセル・マドセン著『カップル サルトル、ボーヴォワール二人の旅』藤枝澪子訳 新潮社 1981
- ヴィオレット・ルデュック著『ボーヴォワールの女友達』林部由美訳 土曜美術社 1982 (フェミニストプレス) (Violette Leduc, L'affamée, 1948)
- 村上益子著『ボーヴォワール』清水書院 1984 Century books. 人と思想
- 『ボーヴォワール』野村二郎編 早美出版社 1986
- 『ボーヴォワールへの手紙 ― サルトル書簡集2』二宮フサほか訳 人文書院 1988
- クロード・フランシス、フェルナンド・ゴンティエ著『ボーヴォワール　ある恋の物語』福井美津子訳 平凡社 1989 (20世紀メモリアル) (Claude Francis et Fernande Gontier, Simone de Beauvoir, Paris: Perrin, 1985)
- エレーヌ・ド・ボーヴォワール著『わが姉ボーヴォワール』(マルセル・ルチエ聞き書き) 福井美津子訳 平凡社 1991 (20世紀メモリアル)
- 朝吹登水子著『わが友サルトル、ボーヴォワール』読売新聞社 1991
- 朝吹登水子著『サルトル、ボーヴォワールとの28日間 ― 日本』同朋舎出版 1995
- ビアンカ・ランブラン著『ボーヴォワールとサルトルに狂わされた娘時代』阪田由美子訳 草思社 1995 (Bianca Lamblin, Mémoires d'une jeune fille dérangée, Balland, 1993, 2006)
- クローディーヌ・セール=モンテーユ著『晩年のボーヴォワール』門田眞知子訳 藤原書店 1999 (Claudine Monteil, Simone de Beauvoir le mouvement des femmes, mémoires d'une jeune fille rebelle, Alain Stanké, 1995 ; Rocher, 1996)
- トリル・モイ著『ボーヴォワール ― 女性知識人の誕生』大橋洋一, 片山亜紀, 近藤弘幸, 坂本美枝, 坂野由紀子, 森岡実穂, 和田唯訳 平凡社 2003 (Toril Moi, Simone de Beauvoir: The Making of an Intellectual Woman, Cambridge, Mass・Oxford: Blackwell, 1994), ISBN 4582831680
- 青柳和身著『フェミニズムと経済学 ― ボーヴォワール的視点からの『資本論』再検討』御茶の水書房 2004
- クローディーヌ・セール=モンテーユ著『世紀の恋人 ― ボーヴォワールとサルトル』門田眞知子、南知子訳 藤原書店 2005 (Claudine Monteil, Les Amants de la Liberté, Sartre et Beauvoir dans le siècle, Calmann-Lévy, 1999)
- 棚沢直子「時間性と女たち」『経済論集』第31巻第1号、東洋大学経済研究会、2005年12月、167-178頁、ISSN 0385-0358、CRID 1050282813837260288。
- 杉藤雅子「シモーヌ・ド・ボーヴォワールと実存主義」『早稲田大学大学院文学研究科紀要. 第1分冊哲学東洋哲学心理学社会学教育学』第52巻、2007年2月、13-22頁、hdl:2065/27560、ISSN 1341-7517、CRID 1050001202467022336。
- エリザベット・バダンテール著「シモーヌ・ド・ボーヴォワールあるいは自由への道」砂庭真澄訳 『ジェンダー研究』第14号 2011 (Elisabeth Badinter, Simone de Beauvoir ou les chemins de la liberté)
- 杉藤雅子『自由と承認 : シモーヌ・ド・ボーヴォワールの倫理思想』 早稲田大学〈博士（文学） 甲第3446号〉、2011年。hdl:2065/37685。NAID 500000558918。
- ジュリア・クリステヴァ著『ボーヴォワール』(叢書・ウニベルシタス) 栗脇永翔, 中村彩訳 法政大学出版局 2018 (Julia Kristeva, Beauvoir présente, Pluriel, 2016)
- Danièle Sallenave, Castor de guerre, Gallimard, 2008
- Ingrid Galster, Les trois vies de Simone de Beauvoir, L'Histoire, 2008
- Marie du Bouchet, Nathalie Triandafyllidès, SIMONE DE BEAUVOIR (1908-1986) – Une vie, une œuvre, France Culture, 2008
- Anne Laveau-Gauvillé, Simone de Beauvoir, première féministe moderne, 2014
- Marie-Jo Bonnet, Simone de Beauvoir et les femmes, Albin Michel, 2015